# Petnaesta Vlada Republike Hrvatske
Petnaesta Vlada Republike Hrvatske je saziv Vlade Republike Hrvatske kojoj je mandat započeo 23. srpnja 2020. i završio 17. svibnja 2024. Predsjednik Vlade bio je Andrej Plenković, kojemu je bio drugi uzastopni mandat na toj dužnosti.
Dana 23. srpnja 2020., na 1. sjednici, Hrvatski sabor je iskazao povjerenje Vladi Republike Hrvatske (76 glasova "za", 59 "protiv", 0 "suzdržan").
Petnaesta Vlada RH bila je manjinska koalicijska vlada sastavljena od HDZ-a i SDSS-a. Vanjsku podršku u Saboru od početka mandata daju joj HSLS, HDS, HDSSB, HNS, Reformisti, te preostalih pet zastupnika nacionalnih manjina i nezavisna zastupnica Marijana Petir, a od lipnja 2021. vlada ima i programsku podršku Silvana Hrelje iz HSU-a.
Tijekom mandata ove vlade Andrej Plenković postao je predsjednik vlade s najdužim stažem na toj dužnosti. Naime, 4. svibnja 2022. nadmašio je dotadašnji rekord Ive Sanadera, koji je na tom mjestu proveo 5 godina i 195 dana.

## Tijek mandata
Mandat 15. vlade, među ostalim, obilježen je nastavkom mjera kojima je cilj ograničiti utjecaj svjetske pandemije Covida-19 na Hrvatsku, a koje su s vremenom izazvale oprečne stavove u hrvatskoj javnosti. Naime, ova vlada je nastavila mnoge prakse koje su već bile usvojene tokom mandata 14. vlade: zahtijevanje da se građani pridržavaju mjera socijalnog distanciranja, nošenja zaštitnih maski za lice u zatvorenim prostorima te ograničavanja javnih okupljanja u većem broju. Vlada je također započela nacionalni program cijepljenja, koji je naišao na mješoviti odgovor građana.
Oko 8 sati ujutro, na dan 12. listopada 2020., na Trgu svetog Marka dogodio se je oružani napad na zgradu Banskih dvora, u kojemu je ranjen jedan policajac. Počinitelj je bio 22-godišnji Danijel Bezuk, koji si je nedugo nakon počinjenja kaznenog djela oduzeo život. Državno odvjetništvo je u srpnju 2021. godine utvrdilo da je taj napad bio čin terorizma, što ga čini prvim službenim takvim činom na tlu Hrvatske od islamističkog bombaškog napada u Rijeci, 20. listopada 1995. godine.
Na dane 28. i 29. prosinca 2020. godine, područje grada Petrinje, ali i šire središnje Hrvatske, pogodila su tri snažna potresa. Ti potresi također su značajno dodatno utjecali na stabilnost već oštećenih zgrada u Zagrebu, kojega je potres bio pogodio u ožujku 2020.
U srpnju 2021. dovršena je izgradnja osnovne strukture Pelješkog mosta, što je prvi korak prema tome da se jug Hrvatske konačno prometno poveže s ostatkom države. Radovi koji su tada preostali uključuju postavljanje prometnica preko mosta, kao i ograde te hidroizolacije, a potrebno još je izgraditi i pristupne prometnice. Pelješki most je pušten u promet 26. srpnja 2022.
1. siječnja 2023. Hrvatska je postala članica Eurozone i Schengenskog prostora.

## Sastav vlade

#### Predsjednik i potpredsjednici
| Ime              | Dužnost        | Trajanje mandata                     | Politička stranka |
| ---------------- | -------------- | ------------------------------------ | ----------------- |
| Andrej Plenković | predsjednik    | 23. srpnja 2020. – 17. svibnja 2024. | HDZ               |
| Tomo Medved      | potpredsjednik | 23. srpnja 2020. – 17. svibnja 2024. | HDZ               |
| Davor Božinović  | potpredsjednik | 23. srpnja 2020. – 17. svibnja 2024. | HDZ               |
| Oleg Butković    | potpredsjednik | do 17. svibnja 2024.                 | HDZ               |
| Branko Bačić     | potpredsjednik | do 17. svibnja 2024.                 | HDZ               |
| Ivan Anušić      | potpredsjednik | do 17. svibnja 2024.                 | HDZ               |
| Anja Šimpraga    | potpredsjednik | do 17. svibnja 2024.                 | SDSS              |

#### Ministarstva i ministri
| Ministarstva                                                           | Ime                   |
| ---------------------------------------------------------------------- | --------------------- |
| Ministarstvo vanjskih i europskih poslova                              | Gordan Grlić Radman   |
| Ministarstvo unutarnjih poslova                                        | Davor Božinović       |
| Ministarstvo obrane                                                    | Ivan Anušić           |
| Ministarstvo financija                                                 | Marko Primorac        |
| Ministarstvo pravosuđa i uprave                                        | Ivan Malenica         |
| Ministarstvo prostornoga uređenja, graditeljstva i državne imovine     | Branko Bačić          |
| Ministarstvo rada, mirovinskoga sustava, obitelji i socijalne politike | Marin Piletić         |
| Ministarstvo kulture i medija                                          | Nina Obuljen Koržinek |
| Ministarstvo turizma i sporta                                          | Nikolina Brnjac       |
| Ministarstvo poljoprivrede                                             | Marija Vučković       |
| Ministarstvo znanosti i obrazovanja                                    | Radovan Fuchs         |
| Ministarstvo mora, prometa i infrastrukture                            | Oleg Butković         |
| Ministarstvo gospodarstva i održivog razvoja                           | Damir Habijan         |
| Ministarstvo regionalnoga razvoja i fondova Europske unije             | Šime Erlić            |
| Ministarstvo hrvatskih branitelja                                      | Tomo Medved           |
| Ministarstvo zdravstva                                                 | Vili Beroš            |

Stanje na dan 15. prosinca 2023.

## Poveznice
- Vlada Republike Hrvatske
- Popis hrvatskih predsjednika Vlade
- Predsjednik Vlade Republike Hrvatske
- Popis smijenjenih ministara Vlada Andreja Plenkovića § 15. Vlada